# ایهور زاخلسکی
ایهور زاخلسکی (اوکراینی: Ігор Володимирович Загальський؛ زادهٔ ۱۹ مهٔ ۱۹۹۱) بازیکن فوتبال اهل اوکراین است.